# Державна допомога (Європейський Союз)
Державна допомога в Європейській Унії — назва субсидії або будь-якої іншої допомоги, що надається урядами проти антимонопольного законодавства шляхом надання переваги певним підприємствам або виробництву певних секторів, впливаючи на торгівлю між державами-членами. Відповідно до антимонопольного законодавства Європейської Унії, цей термін має юридичне значення і означає будь-який захід, який демонструє будь-яку з характеристик, наведених у статті 107 Договору про функціонування Європейської Унії, а саме: якщо вона спрямована проти правил конкуренції або спільного ринку, то вона класифікується Європейською Унією як незаконна державна допомога.  Заходи, які підпадають під визначення державної допомоги, вважаються незаконними, якщо тільки вони не надаються на підставі винятків або не були повідомлені Європейською комісією. У 2019 році країни-члени ЄУ надали державну допомогу, яка відповідала 0,81 % ВВП блоку.

## Політика ЄУ щодо державної допомоги
Договір про функціонування Європейської Унії (ст. 107, п. 1) говорить:
«Якщо в Договорах не обумовлено інакше, допомога, яку в будь-якій формі надає держава-член або яку надано за рахунок державних ресурсів, що спотворює або загрожує спотворити конкуренцію, надаючи переваги певним суб’єктам господарювання або виробництву певних товарів, є несумісною з внутрішнім ринком тією мірою, якою вона впливає на торгівлю між державами-членами».
У ньому встановлюються характеристики «державної допомоги» та стверджується, що надання державної допомоги буде незаконним, якщо воно не сумісне зі спільним ринком, що досягається шляхом застосування групового виключення або повідомлення.
Для існування «державної допомоги» має бути присутнім п’ять кумулятивних критеріїв:
1. «використання державних ресурсів»
2. «захід повинен надавати перевагу певному підприємству»
3. «перевага має бути вибірковою»
4. «захід повинен спотворювати конкуренцію»
5. «впливають на торгівлю між державами-членами».

Майже вся державна допомога надається за груповими винятками. Наприклад, 96% державної допомоги надається відповідно до Загального регламенту про групові виключення. Держави можуть надавати державну допомогу шляхом повідомлення Генерального директорату Європейської комісії з питань конкуренції згідно з такими рекомендаціями, як Керівні принципи регіональної допомоги (RAG), Керівні принципи допомоги з питань клімату, енергетики та навколишнього середовища (CEEAG), Керівні принципи фінансування ризиків (RFG) і Рамкова програма досліджень, розробок та інновацій (RDI).

## Історія
Державна допомога була офіційно введена в статутне право Європейської Унії Римським договором, який класифікував державну допомогу як будь-яке втручання держави, яке спотворює законодавство про конкуренцію. Пізніше це визначення було оновлено Договором про функціонування Європейської Унії в 2007 році. У ній зазначено, що будь-яка допомога, надана компанії державою в ЄУ, як правило, буде несумісною зі Спільним ринком ЄУ. У новому законі згідно з угодою перша глава визначає, що не можна робити з державною допомогою, а друга глава визначає дії, які можна робити в межах закону. 1. Якщо в Договорах не обумовлено інакше, допомога, яку в будь-якій формі надає держава-член або яку надано за рахунок державних ресурсів, що спотворює або загрожує спотворити конкуренцію, надаючи переваги певним суб’єктам господарювання або виробництву певних товарів, є несумісною з внутрішнім ринком тією мірою, якою вона впливає на торгівлю між державами-членами.
Намір цього полягав у тому, щоб уникнути надання переваги певній компанії чи комерційній групі, держава-член ЄУ не повинна надавати підтримку шляхом фінансової допомоги, нижчих ставок оподаткування чи інших засобів стороні, яка веде звичайний комерційний бізнес. Наприклад, ЄУ вважав би незаконну державну допомогу, якщо б уряд заволодів збитковою компанією з єдиним наміром підтримувати її роботу зі збитками. Проте державна допомога може бути схвалена Європейською комісією в окремих випадках, але ЄУ може витребувати допомогу, якщо вона порушує договір.
Існують окремі винятки з положень угоди щодо державної допомоги. Державна допомога може надаватися сторонам, які займаються благодійністю або «сприянням культурі та збереженню спадщини». У договорі також зазначено, що допомога, надана у відповідь на стихійні лиха, буде законною. Було надано виняток, щоб дозволити Німеччині надавати допомогу за умови, що допомога була використана для сприяння розвитку колишніх східнонімецьких територій, які постраждали від поділу Німеччини після поразки Німеччини у Другій світовій війні.

### Тимчасові рамки під час спалаху COVID-19
Щоб дозволити державам-членам швидко відреагувати на спалах COVID-19, 20 березня 2020 року Європейська комісія випустила тимчасові рамки щодо заходів державної допомоги, що дозволяє державам-членам мати більшу гнучкість у наданні прямої фінансової допомоги та позик поза межами існуючих можливостей статті 107. Спочатку термін дії заходів закінчився 31 грудня 2020 року. Заходи, спеціально дозволені для:
- Прямі гранти, аванси або податкові переваги з певними межами
- Гарантії за кредитами
- Субсидовані процентні ставки
- Гарантії та кредити, що надаються через банки
- Короткострокове експортно-кредитне страхування

Рамку було продовжено ще на рік 28 січня 2021 року та розширено, щоб подвоїти стелі для прямої допомоги, перетворення позик на гранти та призупинення списку країн з «ринковим ризиком» для короткострокових експортних кредитів. 18 листопада 2021 року ЄУ оголосив, що продовжить дію заходів ще на шість місяців, також запровадивши інвестиційні стимули та заходи підтримки платоспроможності. У травні 2022 року ЄУ оголосив, що рамки не будуть продовжені після закінчення терміну дії 30 червня 2022 року, хоча він дозволяв реструктуризацію позик на прямі гранти до 30 червня 2023 року. За оцінками ЄУ, загалом у рамках тимчасової програми було надано 3,2 трильйона євро державної допомоги.

## Обмеження державної допомоги ЄУ
Юрисдикція ЄУ є рідкісним випадком, коли були введені спеціальні обов’язкові правові положення для контролю за державною допомогою. Ці положення в принципі вимагають від Комісії дозволяти всі гранти допомоги, що виявилося складним, якщо не неможливим, завданням для 27 держав-членів ЄУ. Цей контроль може здатися непотрібним, оскільки більшість субсидій (податкових пільг) повинні «спонукати нові фірми розташовуватися в державі, що субсидує». Аргумент полягає в тому, що, оскільки країни прагнуть конкурувати за залучення фірм на свою територію, надаючи хорошу інфраструктуру, освіту, охорону здоров’я тощо, державна допомога не повинна сильно відрізнятися (наприклад, допомога на місцезнаходження). Незважаючи на те, що цей аргумент не можна відхилити prima facie, він базується на «припущенні, що тривалість політичного та економічного циклів однакова». Це припущення є невірним, оскільки політичні цикли є набагато коротшими за економічні цикли, і навіть за суворої фіскальної дисципліни політики зберігають позитивні стимули надавати «надмірну кількість державної допомоги (порівняно з реальними перевагами)». Запровадження обмежень та контроль за державною допомогою є необхідним для перешкоджання видачі надмірної державної допомоги, що особливо актуально у випадку Союзу, де немає жорсткого збалансованого бюджетного обмеження та переважно працює з єдиною валютою (євро). За словами Альберто Геймлера та Фредеріка Дженні, «положення про державну допомогу є дисципліною для держав-членів». Однак Комісія може тимчасово звільнити допомогу, яка усуває серйозні економічні збурення, за умови, що збурення є вузьким і чітким. Європейський Суд Справедливости додатково дисциплінує країни-члени ЄУ і забезпечує виконання обмеження. Запровадження положень про державну допомогу було б корисним для всіх країн, але уряди, як правило, утримуються від запровадження дисциплінарних заходів, якщо немає міжнародної угоди, яка це передбачає. Для країн, які не входять до ЄУ, обмеження допомоги випливають із угод Світової організації торгівлі, які забороняють субсидії виключно тоді, коли вони спрямовані на спотворення міжнародної торгівлі, як це чітко визначено. Ці угоди також визнають так звані субсидії, які можуть бути заборонені, якщо країна-скаржник продемонструє негативний вплив субсидії на її інтереси. Зокрема, заборона може настати, якщо тяжкі ушкодження завдано:
- «внутрішня промисловість країни-імпортера»
- «конкурентні експортери в третій країні, які намагаються конкурувати з субсидованим експортером»
- «експортери намагаються конкурувати з субсидованими вітчизняними фірмами» [16]

Однак, через відсутність специфікацій, визначень і в деяких випадках роз’яснень, справа СОТ є дуже суперечливою і скоріше винятком, ніж правилом. Вирішенням цього питання був би більш ретельний режим, який би дещо відповідав режиму Європейської Унії. У цьому випадку заборона державних субсидій мала б місце, якщо ці субсидії були антиконкурентними та впливали на міжнародну торгівлю.

## Приклади

### Банківська криза
У 2008 році британський уряд отримав дозвіл Європейської комісії на надання державної допомоги для націоналізації Lloyds TSB під час фінансової кризи 2007–2008 років. Однак Комісія постановила, що оскільки фінансові вимоги Lloyds TSB виникли внаслідок поглинання ними HBOS, для того, щоб державна допомога була законною, їм доведеться продати частину свого бізнесу. Lloyds Bank зробив це, відокремивши TSB Bank як окрему компанію, яка спочатку належала їм, і продав її Banco de Sabadell, щоб залишатися в рамках правил ЄУ щодо державної допомоги.

### Справа про оподаткування Apple
У 2016 році після 2-річного розслідування Європейська комісія постановила, що Республіка Ірландія видала податкові рішення Apple Inc, які діяли як форма незаконної державної допомоги відповідно до законодавства ЄУ про конкуренцію. Apple використовує спеціалізований варіант системи ухилення від сплати податків «подвійної Ірландії» (яка використовується багатьма транснаціональними компаніями США в Ірландії). Рішення податкової комісії Ірландії, які уможливили налаштування, були визнані несправедливою державною допомогою. Комісія заявила, що в результаті Apple повинна буде заплатити 13 євро мільярдів ірландських податків (2004–2014 рр.), плюс відсотки штрафів, ірландському уряду. Кабінет міністрів Ірландії заявив, що оскаржить висновок комісії про державну допомогу та оскаржить це рішення.